# Saskia van Hintum
Saskia van Hintum, ook gekend als Kooijmans-van Hintum (Vught, 24 april 1970), is een Nederlands voormalig volleybalspeelster en huidig volleybalcoach.
Ze speelde in meerdere periodes voor VVC Vught (landskampioen en bekerwinnaar in 1996) en kwam ook uit voor CJD Berlin (Duits kampioen 1992 en 1993, bekerwinnaar 1993 en winnaar CEV Cup 1993), Cavagrande Messina, Medinex Reggio Calabria (Italiaanse beker 2000) en Fortis Herentals. Van Hintum speelde 275 keer voor de Nederlandse volleybalploeg waarmee ze deelnam aan de Olympische Zomerspelen 1996 waar een vijfde plaats behaald werd.
Van Hintum werd trainer en was bondscoach bij het vrouwen beachvolleybal en Jong Oranje (vrouwen). Onder Giovanni Guidetti was ze van februari 2015 tot november 2016 assistent-coach bij de Nederlandse vrouwenploeg. Op clubniveau was ze werkzaam in Nederland en Duitsland. Sinds maart 2018 is Van Hintum assistent-coach van de Duitse volleybalploeg.Sinds begin 2020 is Saskia " Nationaltrainerin der Schweizer Voileyballerinnen".
Ze doorliep het Maurick College in Vught en deed de HBO-opleiding fysiotherapie aan de Internationale Hogeschool voor Fysiotherapie Thim van der Laan in Nieuwegein.
Cintha Boersma · Erna Brinkman · Riëtte Fledderus · Jerine Fleurke · Marjolein de Jong · Saskia Kooijmans-van Hintum · Marrit Leenstra · Elles Leferink · Irena Machovcak · Claudia van Thiel · Ingrid Visser · Henriëtte Weersing